# Sikkelkruiplijster
De sikkelkruiplijster (Pomatorhinus superciliaris; synoniem: Xiphirhynchus superciliaris) is een zangvogel uit de familie Timaliidae (timalia’s).

## Verspreiding en leefgebied
Deze soort komt voor van de Himalaya tot Vietnam en telt vier ondersoorten:
- P. s. superciliaris: de oostelijk Himalaya.
- P. s. intextus: zuidelijk Assam (noordoostelijk India) en westelijk Myanmar.
- P. s. forresti: noordoostelijk Myanmar en zuidwestelijk China.
- P. s. rothschildi: noordelijk Vietnam.

## Status
De grootte van de populatie is niet gekwantificeerd maar de soort wordt omschreven als schaars. Op de Rode lijst van de IUCN heeft deze soort de status niet bedreigd.